# Macedonian Patriotic Organization

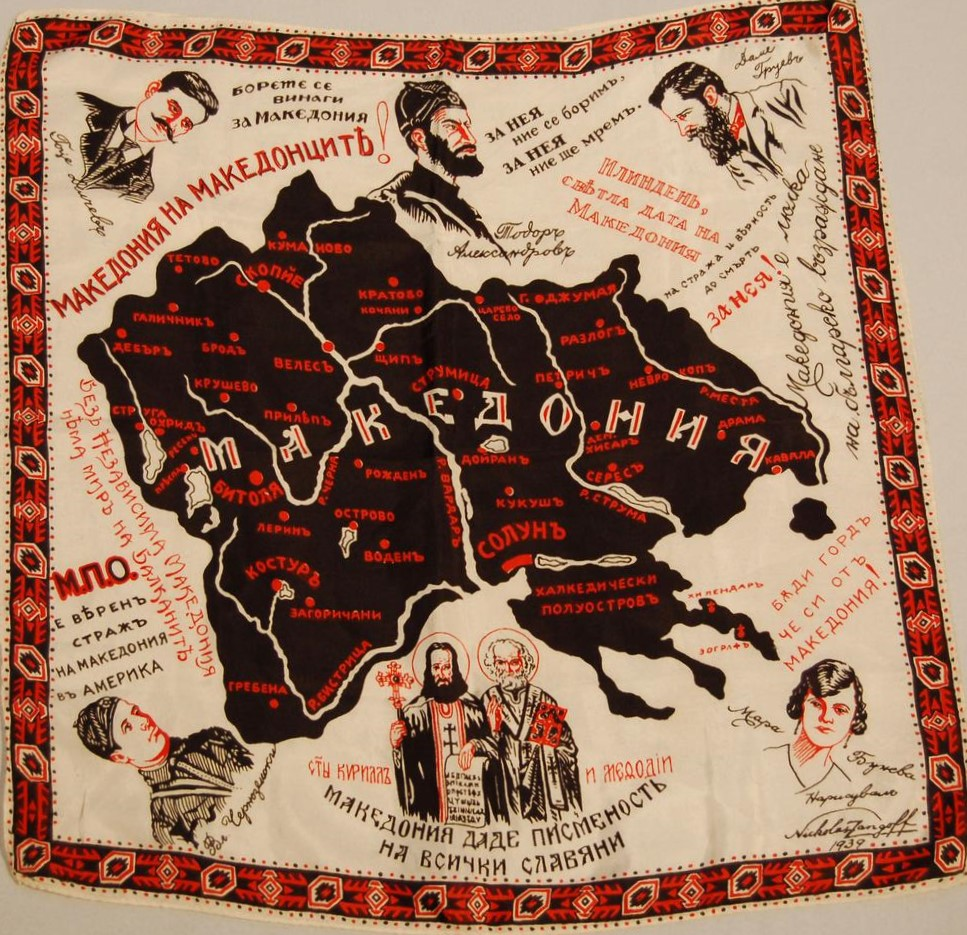
MPO-Gedenktuch von 1939 mit Slogans wie „Seien Sie stolz, dass Sie aus Makedonien sind!“, „Makedonien gab allen Slawen die Alphabetisierung“, „Ohne ein unabhängiges Makedonien gibt es keinen Frieden auf dem Balkan“ und „Makedonien ist die Wiege der bulgarischen Wiedergeburt“.

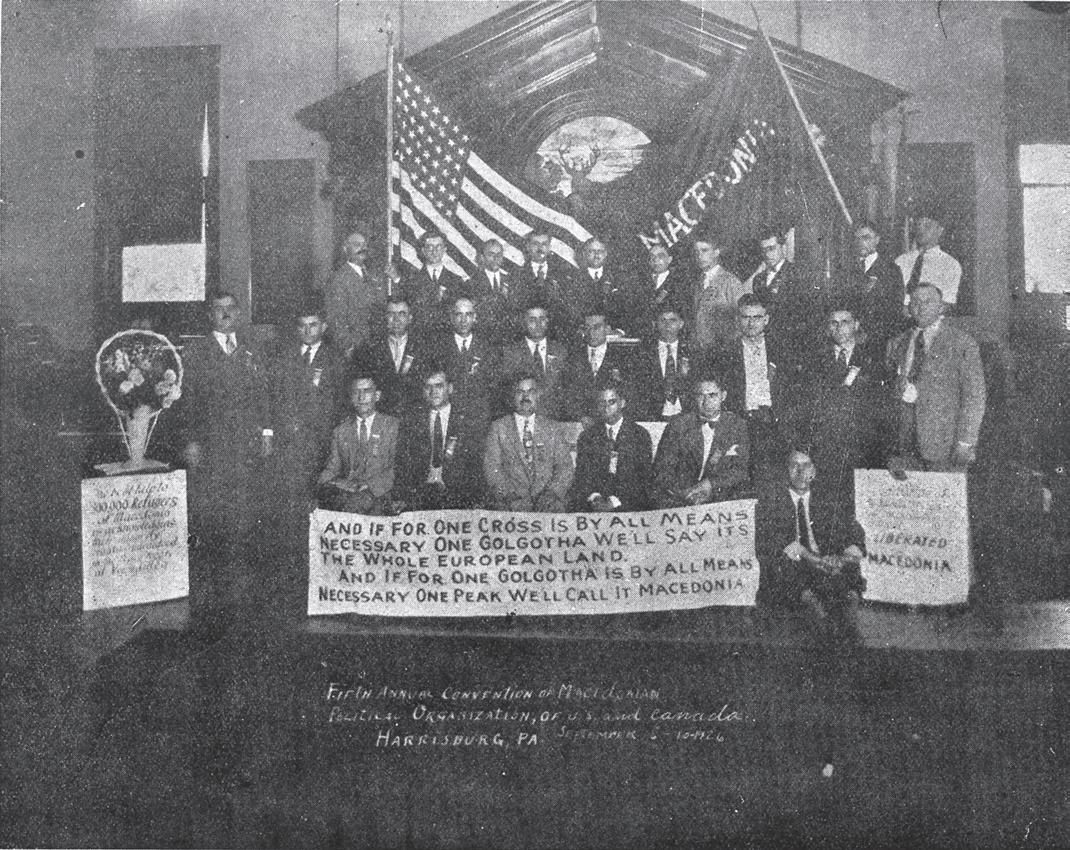
Die 5. Jahrestagung der MPO in Harrisburg, Pennsylvania, 1926

Die Macedonian Patriotic Organization, oder auch kurz MPO, ist eine Emigrantenorganisation in den Vereinigten Staaten von Amerika und Kanada. Sie wurde 1922 in Fort Wayne, Indiana, USA, von bulgarischen Einwanderern aus der historischen Region Makedonien gegründet. Ursprünglich hieß die Organisation Macedonian Political Organization, änderte ihren Namen jedoch 1952.
Das ursprüngliche Ziel der MPO bestand darin, sich für eine Lösung der Makedonischen Frage in Form eines unabhängigen makedonischen Staates nach Schweizer Vorbild einzusetzen, in dem alle ethnischen Gruppen gleiche Menschenrechte und Freiheiten genießen würden. Dies manifestiert sich in Slogans wie „Macedonia for the Macedonians“ (dt. „Makedonien den Makedoniern“), welche oft bei MPO-Kongressen zu lesen sind. Die MPO verstand sich besonders während des Kalten Kriegs als eine antijugoslawische und antikommunistische Organisation.
Im Laufe der Jahrzehnte hat sich die MPO erheblich weiterentwickelt und ist heute eine gemeinnützige Organisation, die die Bräuche, die Geschichte und die Traditionen der makedonisch-bulgarischen Amerikaner und Kanadier fördert und bewahrt. Während man in der Vergangenheit im Allgemeinen die Ansicht vertrat, dass die slawischen Bewohner Makedoniens Bulgaren sind, behauptet die MPO heute, sowohl makedonische Bulgaren als auch ethnische Mazedonier zu vereinen. Die MPO unterstützt die unabhängige Republik Nord-Mazedonien und engagiert sich in pro-mazedonischen Interessenvertretungen in den USA und Kanada.
Offizielle Hymne der MPO ist der Marsch der makedonischen Revolutionäre, welche seit 1925 bei regulären Veranstaltungen gespielt wird. Seit 1927 veröffentlicht die MPO die Macedonian Tribune, die älteste durchgehend erscheinende makedonische Zeitung der Welt. Ursprünglich auf Bulgarisch erschienen, begann die Zeitung nach und nach, Artikel auf Englisch aufzunehmen, bevor sie Anfang der 1990er Jahre schließlich zu ihrem aktuellen, ausschließlich englischsprachigen Format überging.
Die Macedonian Patriotic Organization galt spätestens ab den 1930er Jahren als verlängerter Arm Iwan Michajlows und seiner aufgelösten Inneren Makedonischen Revolutionären Organisation (kurz IMRO) auf dem amerikanischen Kontinent. Iwan Michajlow, der seit 1944 in Italien im Exil lebte, hielt engen Kontakt zur MPO und übernahm trotz der Inaktivität der IMRO die Position des ideologischen Führers der makedonischen Befreiungsbewegung, weshalb sie auch als Nachfolgeorganisation der IMRO wahrgenommen wurde. Dies wurde in einem Bericht eines CIA-Analysten aus dem Jahr 1953 bestätigt, der die MPO als „US-Zweig der IMRO“ bezeichnete und behauptete, dass sie durch ihren damaligen Sekretär Luben Dimitroff als Geldbeschaffungsorgan zur Unterstützung der Aktivitäten von Iwan Michajlow fungierte.